# Leskea filamentosa
Leskea filamentosa là một loài Rêu trong họ Leskeaceae. Loài này được (Dicks. ex With.) Kindb. mô tả khoa học đầu tiên năm 1883.